# Fanny Burney
Fanny Burney   (King's Lynn, 13 de juny de 1752 - Londres, 6 de gener de 1840), també coneguda com a Frances Burney i Madame d'Arblay (pel seu nom de casada), va ser una novel·lista i dramaturga anglesa, considerada una de les mares de la novel·la anglesa.
Filla del músic i historiador Charles Burney i la seva dona Esther Burney, Frances va ser considerada la menys capaç de les seves filles; així, passa inadvertida mentre es formava amb la lectura i en l'observació de les vetllades que se celebraven a casa seva, a les quals assistien, a més dels més rellevants intèrprets europeus, literats i erudits com David Garrick, Samuel Johnson, Edmund Burke.

## Carrera com a escriptora
Va tenir una llarga carrera com a escriptora; va viatjar per Europa i va viure a França durant deu anys fins que finalment es va establir a Bath, Anglaterra.
Les seves obres destaquen per mostrar un ideal de comportament allunyat de la idea d'instrucció, igualtat i independència que proposen altres contemporànies com Mary Wollstonecraft. Les novel·les de Fanny Burney presenten les dificultats i l'interès de les joves protagonistes per fer-se un lloc a la societat per mitjà de la cerca d'un bon pretendent que faciliti aquest objectiu. En aquest context, les dificultats amb què es troben i la vida opressiva en què viuen les dones és presentada de forma satírica i mordaç.
Les seves novel·les van ser molt populars en vida seva; el 1778 publicà anònimament la novel·la epistolar Evelina o La història de l'entrada d'una jove al món. Després de la positiva sorpresa que la novel·la causà, amb la innovació d'una protagonista femenina, se sabé que ella n'era l'autora i, a partir d'aleshores entrà a formar part del cercle artístic, cultural i polític d'Hester Thrale a Streatham.
Cecília o Memòries d'una hereva es publicà el 1782, i Camila o Una imatge de la joventut, al 1796. Les seves novel·les van donar lloc a les novel·les de costums i influirien en l'obra de Jane Austen i de William Makepeace Thackeray.
La popularitat de les seves novel·les va passar posteriorment als seus Diaris, publicats pòstumament, que ofereixen una visió molt interessant de la vida quotidiana del segle xviii, tot i que aquesta visió també ha anat evolucionant amb el temps.

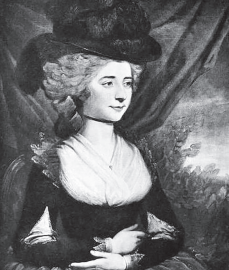
Frances Burney, retrat de Charles Turner

Va escriure un total de quatre novel·les, vuit obres de teatre, una biografia i vint-i-cinc volums de diaris i cartes.

## Vida personal
Es va casar als quaranta anys amb el general Alexandre D'Arblay el 1793 i va tenir un fill. Va viure fins als 80 anys, i va sobreviure'ls a tots dos.